# 크리스 니컬
크리스토퍼 존 니컬(영어: Christopher John Nicholl, 1946년 10월 12일 ~ 2024년 2월 24일)은 북아일랜드의 전 프로 축구 선수로, 이후 감독이자 지도자로도 활동했다.
현역 시절 중앙 수비수였던 니컬은 번리에서 신고식을 치렀지만, 번리 1군에서 도약하지 못한 그는 위튼 앨비언으로 이적했다. 핼리팩스 타운과 루턴 타운을 거친 그는 1972년에 애스턴 빌라에 입단해 1975년과 1977년에 풋볼 리그컵을 우승했다. 애스턴 빌라에서 5년 활약한 니컬은 사우샘프턴으로 이적했다. 1983년, 그는 그림즈비 타운에 입단한 후 1984년에 은퇴했다.
잉글랜드 태생인 니컬은 북아일랜드 국가대표팀 경기에 51번 출전해 3골을 기록했다. 그는 1982년에서 북아일랜드 선수단 일원으로 참가했다.
니컬은 사우샘프턴의 지휘봉을 잡아 지도자의 길을 걷기 시작했지만, 1991년에 해임되었다. 3년 후, 그는 월솔의 감독이 되어 1년차에 3부 리그 승격을 이룩했지만, 1997년에 그만두었다. 그는 1998년부터 2000년까지 북아일랜드 국가대표팀 수석 코치직도 역임했다.

## 클럽 경력
니컬은 번리에서 신고식을 치렀지만, 주전으로 도약하지 못하면서 비리그 구단인 위튼 앨비언으로 이적했다. 그는 이후 핼리팩스 타운을 거쳐 1969년에 루턴 타운에 입단했다.
니컬은 애스턴 빌라에서 주전 중앙 수비수로 거듭났다. 1976년, 그는 2-2로 비긴 레스터 시티와의 경기에서 4골을 모두 득점했다.(2골은 자책골이었다.) 이는 1923년 올덤 애슬레틱과 맨체스터 유나이티드 간 경기에서 샘 웨인이 기록한 이래 잉글랜드 1부 리그에서 이러난 첫 사례였다. 그는 1976-77 시즌 에버턴을 상대로 2번의 재경기 끝에 풋볼 리그컵 결승전에서 승리를 쟁취할 당시 주장이었다. 니컬은 3-2로 이긴 에버턴과의 2번째 리그컵 결승전 재경기 경기에서 32미터 거리에 찍어 찬 골로 3-2 승리에 일조했다.
니컬은 1977년 6월에 사우샘프턴에 입단해 전성기의 척추에 해당하는 선수로 거듭나 1년차에 3경기만을 결장했는데, 이 시즌에 소속 구단은 1부 리그 복귀에 성공했다. 1979년, 니컬은 3번째 리그컵 결승전을 치렀지만, 그의 "본부"와 다르게 공을 걷어내지 않고, 공을 "몰려다" 게리 버틀스에게 골을 헌납했다. 사우샘프턴은 노팅엄 포리스트와의 이 결승전 경기를 3-2로 패했다.
니컬은 1983년 8월에 그림즈비 타운으로 이적했고, 1년 차에 2부 리그에서 5위의 성적을 거두었다. 이 성적은 그림즈비 타운이 1부 리그에서 강등당한 1948년 이래 역대 최고 성적이었다.

## 국가대표팀 경력
니컬은 28세가 되어서야 북아일랜드 국가대표팀 첫 경기를 치렀다. 그는 스웨덴과의 북아일랜드 국가대표팀 첫 경기에서 7분 만에 득점을 올렸다. 니컬은 국가대표팀에서 총 3골을 기록했는데, 스웨덴전 외에 1골은 1979년에 불가리아를 상대로 기록했고, 나머지 1골은 1980년에 오스트레일리아전에서 기록했다. 그는 북아일랜드 선수단 일원으로 1982년 월드컵에 출전했고, 북아일랜드 국가대표팀이 뛴 5경기에 모두 교체 없이 출전했다. 1983년 10월, 그는 37번째 생일에 튀르키예를 상대로 마지막 국가대표팀 경기를 치렀다. 그는 총 51번의 북아일랜드 국가대표팀 경기를 치렀다.

## 감독 경력

### 사우샘프턴
그림즈비 타운의 수석 코치를 역임한 니컬은 1985년 6월에 로리 맥메너미가 사임하면서 공석이 된 사우샘프턴의 감독이 되었다. 그는 대니와 로드 월러스, 앨런 시어러, 그리고 매슈 르 티시에 등의 재능 있는 선수들을 보유하고도 지나치게 신중한 운영으로 성인 군단을 1부 리그에 간신히 잔류시켰다. 니컬은 6년 동안 성인 군단을 이끌며 그리 큰 성과를 거두지 못했는데, 그가 거둔 최고 성과는 1989–90 시즌에 기록한 7위로 이 시즌에 르 티시에가 20골, 로드 월러스가 18골을 기록했고, 1986년에는 FA컵 준결승전까지 올랐고, 그 이듬해에는 리그컵 준결승전까지 올라갔다.
1991년, 성인 군단은 14위로 리그를 마쳤고, 니컬 감독이 해임되면서 이언 브랜풋 감독이 후임으로 취임했다. 이로써 성인 군단의 안정기가 끝났고, 향후 36년 동난 사우샘프턴의 성적은 큰 기복을 탔는데, 15년 동안 12명의 감독이 교체되었고, 한때에는 3년 연속으로 각각 다른 감독이 선수단을 이끌었고, 2005년이 되어서 1부 리그에서 강등되었다.
니컬은 1군에 구단의 가장 화려한 선수들을 불러들였다. 이 시기에 매슈 르 티시에는 1990년대 잉글랜드 리그의 골 결정력이 우수한 선수였다. 앨런 시어러는 1992년에 영국 역대 최고 이적료로 블랙번 로버스로 이적했고, 1996년에 또다시 세계 최고 이적료로 뉴캐슬 유나이티드행에 올랐으며, 잉글랜드 국가대표팀에서도 30골을 기록했다. 로드 월러스는 1991년에 사우샘프턴을 떠난 후 리즈 유나이티드에서 리그 우승을 거두었고, 레인저스 소속으로 여러 차례 스코틀랜드 무대에서 우승을 거두었다. 그는 1986년에 울버햄프턴에서 당시 십대였던 팀 플러워스를 영입했고, 7년 후에는 블랙번 로버스에 역대 최고액으로 이적한 골키퍼가 되어 1995년 리그 우승의 주역이 되었다.

### 월솔
니컬은 3년 만에 축구계에 복귀했다. 1994-95 시즌 초, 그는 케니 히빗의 후임으로 월솔 감독이 되었고, 그의 1년차는 준우승으로 3부 리그에서 승격을 이루어내며 성공했다. 안장 장인 군단은 이후 2년 동안 2부 리그 상위권을 차지했지만, 1997년 5월에 1부 리그 승격에 실패하고 가족 문제를 이유로 월솔 감독직을 사퇴했다.
니컬은 2001년 11월에 레이 그레이던의 감독을 보좌할 수석 코치로서 월솔에 잠시 복귀했지만, 2002년 1월에 그레이던 감독이 해임되면서 그도 그레이던 감독을 따라 구단을 떠났다.
2006년 2월, 폴 머슨 선수 겸 감독이 월솔 감독직에서 해임되면서, 니컬은 머슨이 떠난 지 몇 시간도 되지 않아 보직을 제의받았다. 니컬은 월솔 지지자들 사이 큰 인기를 끌었지만, 감독직을 제의하지 않았고, 이후 이 자리는 버밍엄 시티의 주장인 케번 브로드허스트가 차지했다.

### 북아일랜드 국가대표팀
1998년, 그는 로리 맥메너미의 수석 코치로 북아일랜드 국가대표팀 수석 코치직을 2년 역임했다.

### 애스턴 빌라 노장 선수단
니컬은 애스턴 빌라 노장 선수단의 감독으로서 헌정 및 자선 경기 때 지휘했다.

## 사생활
니컬은 그처럼 전 축구 선수였던 제임스 니컬과는 사촌지간이다.
앨런 시어러 주관으로 진행된 BBC 다큐멘터리 "치매, 축구, 그리고 나"에서 니컬은 그가 치매로 거처를 잊는다는 사실을 밝혔는데, 그는 "머리로 공을 가격해 뇌가 손상되었다"라고 주장했다. 병세가 악화되면서, 그는 사우샘프턴 교외의 가족 가까운 것으로 돌아갔는데, 그의 가족은 그의 요양을 위해 매주 £1,500을 들였다. 2024년 2월 24일, 니컬은 향년 77세로 영면에 들었다.

## 경력 통계

### 국가대표팀 득점 목록
아래의 점수에서 왼쪽의 점수가 북아일랜드의 점수이며, 점수 열은 니컬의 득점 상황의 점수를 나타낸다.
| # | 날짜             | 경기장                                         | 상대           | 점수 | 결과 | 대회             |
| - | ---------------- | ---------------------------------------------- | -------------- | ---- | ---- | ---------------- |
| 1 | 1974년 10월 30일 | 스웨덴, 스톡홀름, 로순다                       | 스웨덴         | 1–0  | 2–0  | 유로 1976 예선전 |
| 2 | 1979년 5월 2일   | 북아일랜드, 벨파스트, 윈저 파크                | 불가리아       | 1–0  | 2–0  | 유로 1980 예선전 |
| 3 | 1980년 6월 11일  | 오스트레일리아, 시드니, 시드니 크리켓 그라운드 | 오스트레일리아 | 1–0  | 2–1  | 친선경기         |

### 감독 통계
| 구단       | 국적     | 취임            | 해임            | 기록 | 기록 | 기록 | 기록 | 기록   |
| 구단       | 국적     | 취임            | 해임            | 전   | 승   | 무   | 패   | 율 %   |
| ---------- | -------- | --------------- | --------------- | ---- | ---- | ---- | ---- | ------ |
| 사우샘프턴 | 잉글랜드 | 1985년 7월 12일 | 1991년 5월 22일 | 293  | 100  | 86   | 107  | 034.13 |
| 월솔       | 잉글랜드 | 1994년 8월 1일  | 1997년 5월 21일 | 157  | 71   | 41   | 45   | 045.22 |
| 합계       | 합계     | 합계            | 합계            | 450  | 171  | 127  | 152  | 38.00  |

## 수상

### 선수
핼리팩스 타운
- 4부 리그 준우승: 1968–69[38]

애스턴 빌라
- 풋볼 리그컵: 1974–75, 1976–77[39]
- 3부 리그: 1971–72[39]

사우샘프턴
- 풋볼 리그컵 준우승: 1978–79[7]

### 감독
월솔
- 3부 리그 준우승: 1994–95[23]